# Callicebus melanochir
Callicebus melanochir är en däggdjursart som först beskrevs av Wied-Neuwied 1820.  Callicebus melanochir ingår i släktet springapor och familjen Pitheciidae. IUCN kategoriserar arten globalt som sårbar. Inga underarter finns listade.
Arten blir 33 till 37 cm lång (huvud och bål), har en 39,5 till 51 cm lång svans och väger cirka 1,4 kg. Det svarta ansiktet, de svarta öronen och den svarta kronan på huvudets topp står inte tydlig i kontrast till andra delar av pälsen. Dessa har en mörkgrå färg med några brunaktiga hår inblandade. Hos Callicebus melanochir förekommer svarta händer och fötter. Flera exemplar har en rödbrun skugga vid svansens främre del.
Denna springapa förekommer i östra Brasilien i delstaten Bahia. Habitatet utgörs av olika slags skogar. Små familjegrupper har ett revir som är 22 till 24 hektar stort. De äter frukter, unga blad, blommor och frön.
Djuret är aktiv på dagen och klättrar främst i träd. Callicebus melanochir slukar ibland jord för att få mineraler. Honan är före ungarnas födelse ungefär fem månader dräktig.